# Pandan
För andra betydelser, se Pandan (olika betydelser).
Pandan (Bayan ng Pandan) är en kommun i Filippinerna. Kommunen ligger på ön Luzon, och tillhör provinsen Catanduanes. Folkmängden uppgår till 20 516 invånare år 2015.

## Barangayer
Pandan är indelat i 26 barangayer.
| - Bagawang - Balagñonan - Baldoc - Canlubi - Santa Cruz (Catagbacan) - Catamban - Cobo - Hiyop - Libod (Pob.) - Lourdes - Lumabao - Marambong - Napo (Pob.) | - Oga - Pandan Del Norte (Pob.) - Pandan Del Sur (Pob.) - Panuto - Salvacion (Tariwara) - San Andres (Dinungsuran) - San Isidro (Langob) - Porot (San Jose) - San Rafael (Bogtong) - San Roque - Tabugoc - Tokio - Wagdas |